# Port Beaver
Port Beaver (in der deutschen Kolonialzeit Beaverhafen genannt) ist eine Meeresbucht, bzw. ein Creek, in der Region Lindi an der Küste Tansanias zum Indischen Ozean. Sie liegt etwa 15 Kilometer südlich von Kilwa Kivinje, die UNESCO-Weltkulturerbestätte Kilwa Kisiwani liegt am Eingang der Bucht auf Kilwa Kisiwani Island.
Die Bucht wird durch einen etwa 20 Kilometer tiefen Einschnitt zwischen der Festlandküste des Kilwa-Distrikts und Kilwa Kisiwani Island gebildet. Im weiteren Verlauf nach Westen bildet die Bucht einen etwa vier Kilometer breiten und 12 Kilometer langen natürlichen Hafen, in dem mehrere Inseln liegen. Weiterhin hat die Bucht mehrere Seitenarme.
Die Bucht war bereits zur deutschen Kolonialzeit bekannt und als Hafen, etwa für die Siedlung Kilwa Kisiwani, in Benutzung.